# Rodney Alexander
Rodney McKinnie Alexander, född 5 december 1946 i Bienville, Louisiana, är en amerikansk politiker. Han representerade delstaten Louisianas femte distrikt i USA:s representanthus 2003–2013.
Alexander gick i skola i Jonesboro-Hodge High School och studerade vid Louisiana Polytechnic Institute. Han arbetade sedan som affärsman.
Alexander besegrade som demokraternas kandidat republikanen Lee Fletcher i kongressvalet 2002. Han fick starkt stöd från senatorerna John Breaux och Mary Landrieu.
Alexander bytte parti från demokraterna till republikanerna i augusti 2004. Han omvaldes fem gånger som republikan. Alexander avgick 2013 och efterträddes som kongressledamot av Vance McAllister.